# Croix de village d'Aouze
La croix de village d'Aouze est une croix monumentale située à Aouze, dans le département des Vosges, en France.

## Description
La croix est en pierre.

## Localisation
Dans le village, la croix est le long de la grande route, au carrefour près de l'église.

## Histoire
La croix date du XVe siècle.
Elle a été classée monument historique par arrêté du 14 juin 1909.